# Штрелов, Юстус
Юстус Штрелов (нем. Justus Strelow; род. 30 декабря 1996, Диппольдисвальде, Саксония) — немецкий биатлонист, двукратный призёр чемпионата мира 2025 года, победитель и призёр Чемпионата Европы в одиночной смешанной эстафете.

## Биография
С 2015 года выступал за сборную Германии по юношам, несколько раз попадал в топ-10 на чемпионатах мира и Европы в категориях до 19 и до 21 года. В 2017 году в словацком Осрблье стал бронзовым призёром в эстафете на Чемпионате мира среди юниоров.
В сезоне 2018/19 дебютировал в гонках проводимых в рамках Кубка IBU на первом этапе в Идре. В своей второй гонке в этих соревнованиях стал бронзовым призёром этапа в спринте.
27 февраля 2020 года на Чемпионате Европы в Минске биатлонист вместе с Штефани Шерер завоевал серебро в сингл-миксте.
31 января 2021 года в Душники-Здруй Юстус Штрелов и Штефани Шерер стали чемпионами Европы в одиночной смешанной эстафете.